# Proserpine (papillon)
Pour les articles homonymes, voir Proserpine (homonymie).
Zerynthia rumina
Espèce
La Proserpine (Zerynthia rumina) est une espèce de lépidoptères de la famille des Papilionidae et de la sous-famille des Parnassiinae.

## Description
La Proserpine a une LAA de 22 à 25 mm en moyenne. Elle est crème à orange clair, marquée de taches et bandes noires avec une fenêtre translucide à l'apex de l'aile antérieure, tout près une macule rouge et trois autres taches rouges dont deux dans la cellule. Les ailes postérieures sont ornées d'une rangée de taches rouges submarginales.
La forme individuelle honnorati a des taches rouges très élargies à l'aile postérieure.

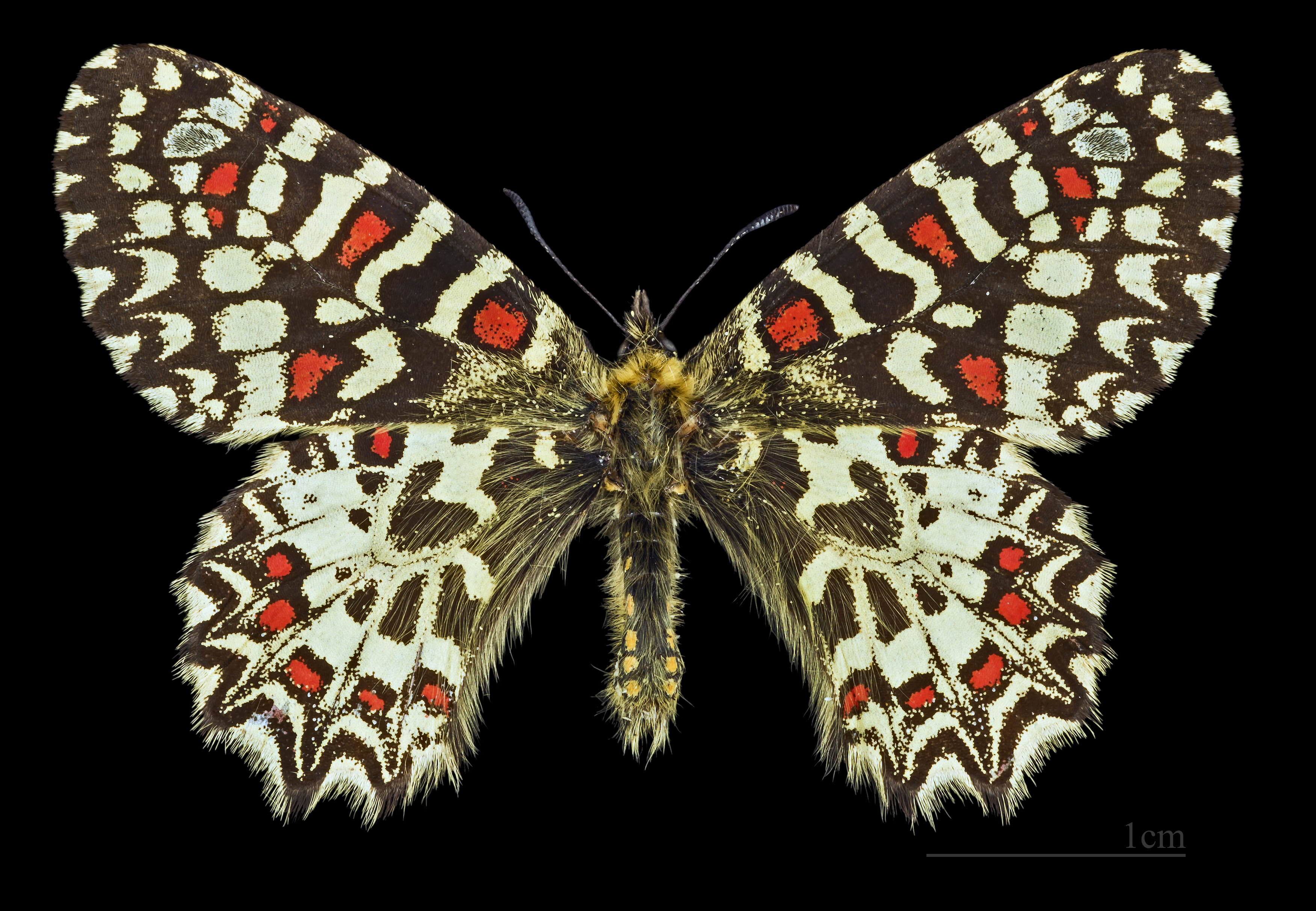
♂ Villegailhenc MHNT
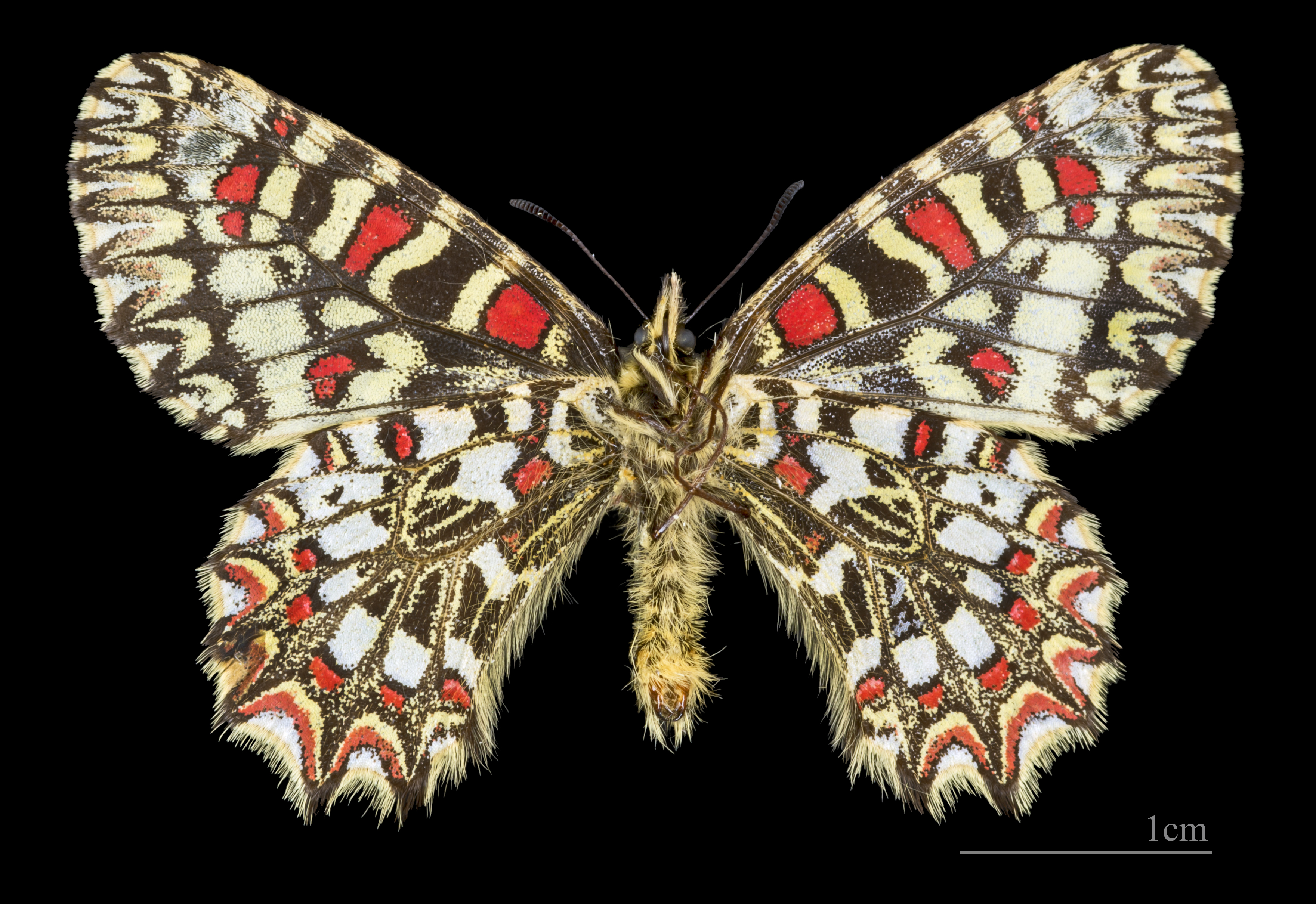
♂ △
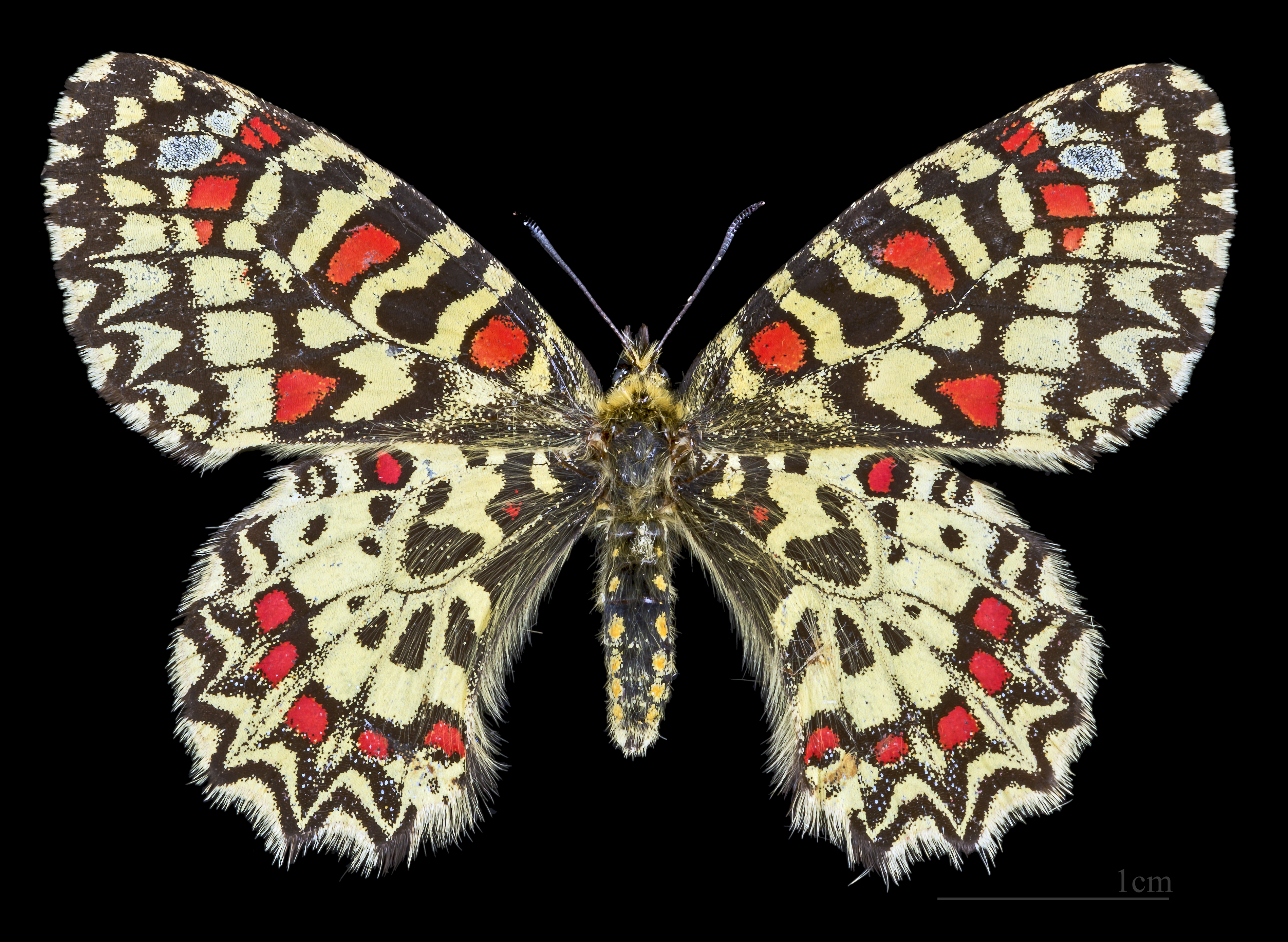
♀
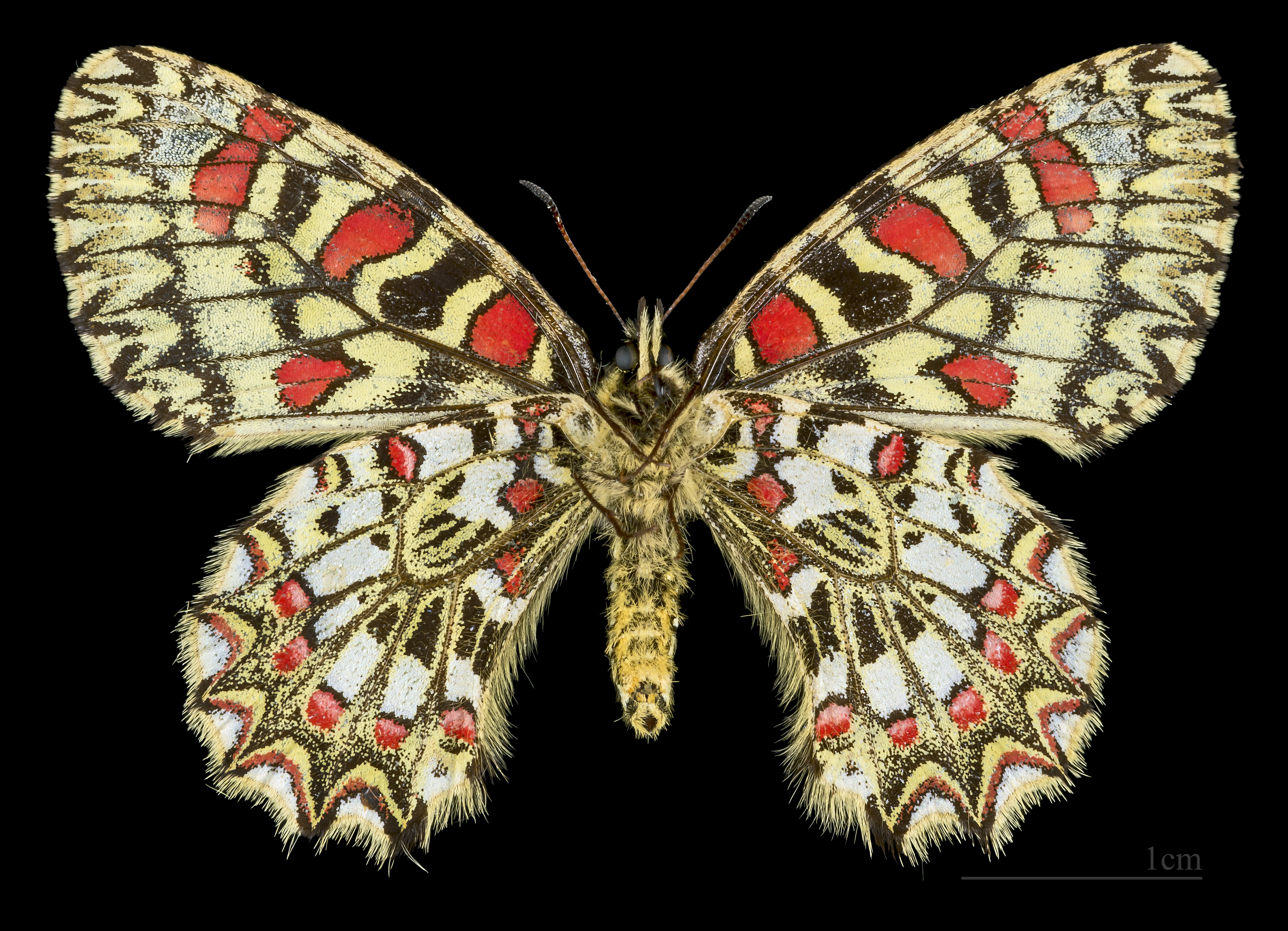
♀ △

### Chenille et chrysalide
La Proserpine a une chenille grise ornée de scolis rouge. Elle se chrysalide vers juin à juillet. Sa chrysalide est marron clair.

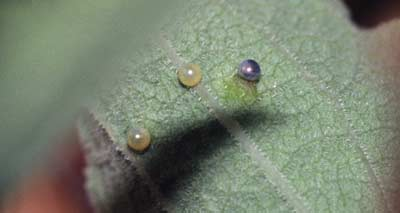
Les œufs au revers des feuilles d'aristoloche.
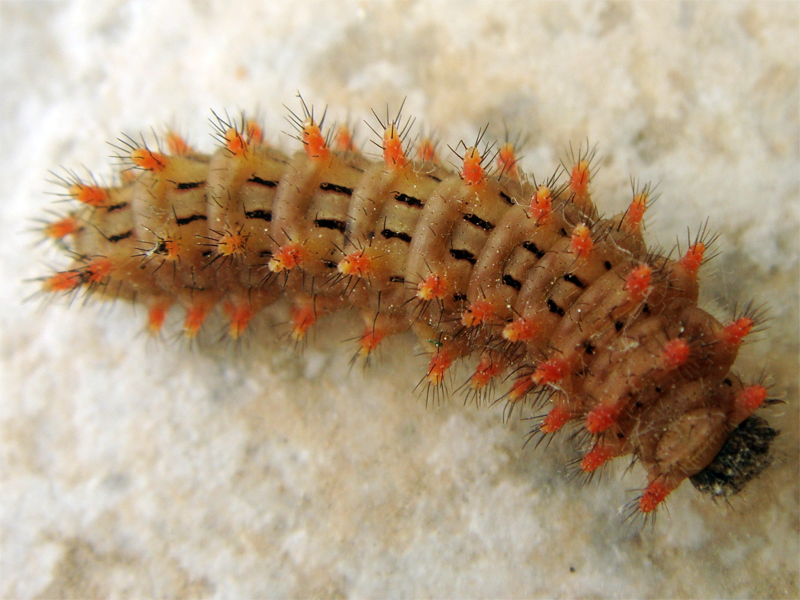
Chenille de Proserpine.

## Biologie

### Période de vol et hivernation
La Proserpine hiverne à l’état de chrysalide. Elle vole de février à juillet, principalement en avril-mai, une seule génération.
Celles qui vivent à Malaga et en Afrique du Nord ont deux générations et certaines passent l'hiver à l'état d'imago (papillon).

### Plantes hôtes
Les plantes hôtes de la Proserpine sont du genre Aristolochia en particulier Aristoloche pistoloche, (Aristolochia pistolochia), Aristolochia pallida, Aristolochia boetica, Aristolochia fontanesi Aristolochia rotunda, Aristolochia longa ssp. paucinervis .

## Écologie et distribution
Zerynthia rumina est présente dans le Sud-Ouest de l'Europe, principalement en Espagne et en Afrique du Nord.
En France elle a été inventoriée dans neuf départements du pourtour méditerranéen, dans quinze départements suivant d'autres sources,.

### Observations
La rare forme honnorati, aux taches rouges très élargies, n'a plus été observée depuis 1991. Elle était régulièrement capturée par les collectionneurs des XIXe et XXe siècles dans les Alpes-de-Haute-Provence, surtout dans la région dignoise et particulièrement aux Dourbes, où les lépidoptéristes venaient de divers pays d'Europe et même d'Amérique pour la capturer.

### Biotope
La Proserpine affectionne les garrigues pierreuses et les éboulis, de 0 à 1 500 mètres.

## Systématique
L'espèce Zerynthia rumina a été décrite par le naturaliste suédois Carl von Linné, en 1758, sous le nom initial de Papilio rumina.

### Synonymes
- Papilio rumina Linné, 1758 — protonyme
- Papilio medesicaste Illiger, 1803
- Papilio honoratii Boisduval, 1832
- Papilio canteneri Staudinger, 1861
- Parnalius rumina Ackery, 1975[6]

### Sous-espèces
Plusieurs sous-espèces ont été décrites,,, mais toutes ne sont pas adoptées par les auteurs modernes. On peut notamment citer :
- Zerynthia rumina africana (Stichel, 1907) — en Afrique du Nord Zerynthia rumina ssp. africana

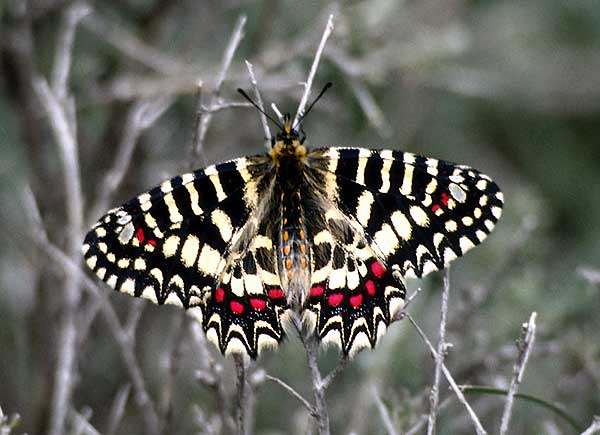
Zerynthia rumina ssp. africana

- Zerynthia rumina cantabricae Gomez-Bustillo, 1971
- Zerynthia rumina castiliana (Rühl, [1892])
- Zerynthia rumina medesicaste (Hoffmannsegg, 1803)
- Zerynthia rumina rumina (Linné, 1758) — en Europe
- Zerynthia rumina tarrieri Binagot & Lartigue, 1998 — au Maroc

## Noms vernaculaires
- en français : la Proserpine
- en allemand : Spanischer Osterluzeifalter
- en anglais : Spanish festoon
- en polonais : Zygzakowiec rubinowy
- en espagnol : Mariposa arlequín

## La Proserpine et l'Homme

### Menaces
Quelques stations sont en danger du fait de la fermeture des milieux. En revanche, les incendies présentent un avantage pour cette espèce en ouvrant les milieux car la plante-hôte peut prospérer et le papillon aussi.

### Protection
En France Zerynthia rumina est une espèce protégée : elle est inscrite  sur la liste rouge des insectes de France métropolitaine (arrêté du 23 avril 2007 abrogeant l'arrêté du 22 juillet 1993 fixant la liste des insectes protégés sur le territoire français métropolitain)